# Cytharopsis radulina
Cytharopsis radulina é uma espécie de gastrópode do gênero Cytharopsis, pertencente à família Mangeliidae.